# Dais (platå i Antarktis)
Dais är en platå i Antarktis. Den ligger i Östantarktis. Nya Zeeland gör anspråk på området.